# Enigma en de U-bootoorlog
In de Tweede Wereldoorlog speelden Duitse duikboten en de strijd tegen dit onderwaterwapen een belangrijke rol. Voor de geallieerden en dan met name het Verenigd Koninkrijk, was een mogelijke Duitse controle over de Atlantische Oceaan een grote bedreiging. In de eerste oorlogsjaren waren U-boten van de Kriegsmarine een ernstige bedreiging voor de geallieerden. Na 1943 nam de dreiging door de onderzeeboten drastisch af, maar de Duitsers bleven proberen de geallieerde vloot onder druk te zetten. Onder meer dankzij het breken van de Duitse Enigmacodes kregen de geallieerden een sterkere positie op de oceaan. Dit artikel beschrijft de bijdrage van de codebrekers aan de strijd van de geallieerde marines tegen de U-boten.

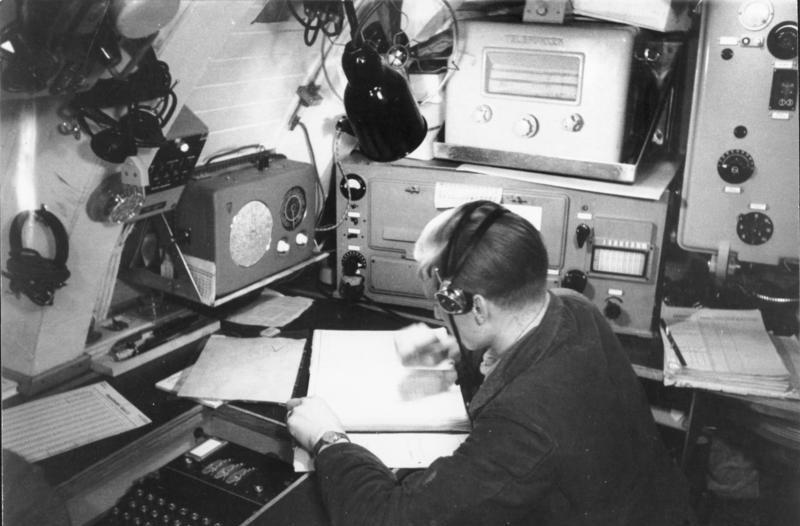
1941. Enigmamachine (linksonder) aan boord van de U-124

## Oorsprong van de U-boten
De eerste onderzeeër die werd ingezet bij een militaire actie was de Hunley, een kleine sigaarvormige boot die werd aangedreven door mankracht, tijdens de Amerikaanse Burgeroorlog in 1864. Sindsdien werd de onderzeeër tot een krachtig oorlogswapen verder ontwikkeld. Hoewel verschillende landen al in de Eerste Wereldoorlog onderzeeboten gebruikten, was het pas gedurende de Tweede Wereldoorlog dat de Duitse Kriegsmarine zijn onderzeeërs bestempelde tot het belangrijkste element van zijn vloot.  Duitsland had al snel een vloot opgebouwd, bestaande uit U-boten van allerlei soorten en maten. De kleinste waren eenpersoonsboten die twee torpedo's konden afvuren, maar de grote konden maandenlang op de Atlantische oceaan verblijven, waar zij ook werden bevoorraad. De reputatie van de geduchte Unterseeboten was geboren.

## U-boten in de aanval
De Kriegsmarine was in het begin van de Tweede Wereldoorlog zeer succesvol met het toepassen van hun Rudeltaktik (Engels: Wolfpack). De U-boten zochten individueel naar konvooien van transportschepen. Was zo'n konvooi gevonden, dan riep de onderzeeër met morsesignalen via de radio andere U-boten op. Met gecoördineerde aanvallen op de konvooien richtten ze de eerste drie jaar van de oorlog zoveel schade aan, dat een Westelijk front door de geallieerden pas in 1944 gerealiseerd kon worden. Communicatie was de sleutel tot succes van de Kriegsmarine. Ze gebruikte de Enigmacodeermachine om haar berichten te coderen.

## Radiocodes
De geallieerden stonden voor de moeilijke taak om de controle te krijgen over de uitgestrekte Atlantische Oceaan. Hierbij zouden ze verrassend genoeg uiteindelijk geholpen worden door de Kriegsmarine zelf. In Bletchley Park, Engeland, werkte namelijk een grote groep codebrekers aan het ontrafelen van de Enigmacodesleutels van de Duitse Wehrmacht, Luftwaffe en Kriegsmarine. Alle informatie die werd verkregen door cryptoanalyse, het ontcijferen van codeberichten, kreeg de projectnaam Ultra. Het breken van de codes van de Kriegsmarine bleek van groot strategisch belang in de U-bootoorlog.
Het duikbootnetwerk gebruikte al in het begin van de oorlog ter codering van berichten de Enigma-M3-machine. Aanvankelijk waren de U-boten ondergebracht in hetzelfde radionet als de Duitse oppervlakteschepen op de Atlantische Oceaan. Een belangrijke doorbraak in het breken van de Heimischcode, of Dolphin, zoals men ze in Bletchley Park noemde, kwam met de verovering van slecht beveiligde Duitse weerschepen zoals de München en de Lauenburg, en de entering van de U-boot U-110 van Kapitänleutnant Lempke.
De WetterKurz-schlüssel, gebruikt voor het coderen van weerberichten die ook via het Dolphin-netwerk werden verzonden, kon nu worden gebroken. Hierdoor was de inhoud van sommige met de Enigma gecodeerde berichten in het Dolphin-netwerk bij benadering bekend. De U-boten gebruikten ook Kurzsignalheft-codes om berichten van contact met onder andere konvooien te coderen. Als extra veiligheidsmaatregel werden alle veelgebruikte tactische en technische uitdrukkingen in lettercombinaties omgezet alvorens ze in Enigmacode te versturen. Zo werd bijvoorbeeld 'contact met konvooi' omgezet in UGKU, 'aanval door vliegtuig' in HKJL en 'rendez-vous bevoorrading op kwadraat...' in KLUG.

## Kurzsignale falen
Op het eerste gezicht was het gebruik van Kurzsignale een slimme zet. De geallieerden konden kortere berichten moeilijker peilen met HFDF, het High Frequency Direction Finding, ook wel HuffDuff genoemd. Bij pogingen zulke berichten te ontcijferen vindt men geen zinvolle tekst, of bij benadering via de sleutel fragmenten van zinnen, die bijdragen tot het vinden van de 'passende' sleutel. Ten slotte beperkte het omzetten van zinsdelen in een korte vierlettercode de lengte van een Enigmabericht aanzienlijk. Minder vercijferde tekst betekent minder statistische gegevens voor de codebrekers.
Het gebruik van de Kurzsignale leidde echter wel tot herkenbare patronen in de Enigmaberichten. Als een konvooi in de buurt van een U-boot kwam was het onderschepte bericht hoogstwaarschijnlijk een contactbericht. Evenzo kon men bepaalde berichten vermoeden bij waarneming door verkenningsvliegtuigen. Tactische inlichtingen werden in Bletchley Park gekoppeld aan positiebepalingen, verkregen door HFDF of verkenningsrapporten. Zo was het mogelijk uit te zoeken welk type bericht er verzonden was door welke U-boot. Bovendien achterhaalde men in Bletchley Park de betekenis van de meeste Kurzsignalheft-codes.
Deze bekende of vermoede stukjes tekst noemde men cribs of spiekbriefjes. Zodra men zo'n crib in een Enigmabericht kon achterhalen had men dus een stukje gecodeerde tekst en de ongecodeerde versie ervan. Hiermee kon men trachten de sleutelinstellingen van de Enigmamachine te achterhalen.
De verkregen Ultra-informatie was zeer nuttig op de Atlantische Oceaan, waarover vrachtschepen in konvooi vanuit de VS en Canada onmisbare voorraden naar de Britse en Sovjet-Russische bondgenoten vervoerden. Na een moeilijke beginperiode braken de experts in Bletchley Park bijna routinematig de Kriegsmarinecodes. Omdat nu de posities van de U-boten bekend waren, konden de konvooien uit de buurt van de U-boten gehouden worden.

## Triton slaat terug
De bevelhebber van de Duitse duikbootvloot, admiraal Karl Dönitz, werd achterdochtig door de tanende resultaten van zijn U-boten, hoewel op zijn aandringen een apart net voor het radioverkeer met de U-boten was opgezet. De sleutels hiervan waren anders dan de sleutels van het grotere net, maar er wel van afgeleid. De Duitse inlichtingendienst, de Abwehr, verzekerde hem ervan dat Enigmacode onbreekbaar was, maar Dönitz drong toch aan op een verhoging van Enigma's veiligheid. Zelf dacht hij dat er spionnen in het spel waren. Aan cryptoanalyse van de berichten dacht hij niet.
In februari 1942 werd het Enigma-M4-model met vier rotors ingevoerd en kwamen de nieuwe codesleutels, Triton genoemd door de Kriegsmarine, in gebruik. De nieuwe gecompliceerde code, die in  Bletchley Park de codenaam Shark (Haai) kreeg, veroorzaakte een grote crisis bij de codebrekers. Bovendien waren in januari van dat jaar nieuwe Wetterkurz-schlüssel-codeboeken in gebruik genomen, waardoor Bletchley Park vrijwel geen aanknopingspunten meer had. De Kriegsmarine noemde de lente van 1942 de Glücklichen Zeiten omdat de geallieerde verdediging bijna blind was en zo een enorm tonnage aan schepen tot zinken kon worden gebracht. De term Glücklichen Zeiten dient wel met een korrel zout genomen te worden, gezien de gevaarlijke en extreme omstandigheden waarin de U-bootbemanningen werkten.

## DeHaaigetemd
Na tien maanden van zware verliezen op zee slaagde Bletchley Park er in de Shark-code te breken. Er waren verscheidene oorzaken voor dit succes. Belangrijk waren de WetterKurz-schlüssel-codeboeken, buitgemaakt tijdens aanvallen op weerschepen en op U-boten zoals de bekende aanval op de U-559 van Kapitänleutnant Hans Heidtmann door de Britse HMS Petard, waarbij drie Britse zeelui naar de zinkende U-boot zwommen en de codeboeken wisten te bemachtigen. Twee van hen gingen ten onder met de U-boot. Hierbij werden ook de Kurzsignalheft-codeboeken bemachtigd. Vooral het onderscheppen van de U-559 bleek cruciaal om de Shark-codes te breken.
Soms werd bij gebrek aan informatie door de Britse inlichtingendienst zelfs een techniek toegepast die men tuinieren noemde. Britse vliegtuigen dropten of plantten dan een reeks zeemijnen op welbepaalde plaatsen. Duitse U-boten die deze zeemijnen opmerkten stuurden een contactbericht om anderen te waarschuwen en leverden zo nieuwe cribs aan de codebrekers.
Bovendien verstuurde men binnen het U-bootnetwerk de weerberichten, gecodeerd met de WetterKurz-schlüssel, weliswaar met de  Enigma-M4, maar in  de eenvoudiger te kraken M3-stand. Dit gebeurde om compatibel te zijn met onder andere de weerschepen die de Enigma-M3 gebruikten. De bombes met drie rotoren - de Britse machines die hielpen de Enigmacode te kraken - deden er minder dan 24 uur over om de Enigma-M3 te breken, terwijl zij bijna 20 dagen nodig hadden voor de M4-codes. Ondertussen werden er nieuwe bombes met vier rotoren, geschikt voor het breken van de Enigma-M4, ontwikkeld. Tegen juni 1943 kwamen de eerste bombes met vier rotoren in dienst, en tegen eind 1943 waren bovendien zo'n 50 bombes van de Amerikaanse Navy operationeel. In het najaar van 1943 werden de Shark-berichten doorgaans binnen 24 uur gekraakt.

## Ondergang van de U-boten
Het tij van de duikbootoorlog was nu definitief gekeerd. Op enkele korte periodes na werd het gehele Duitse radioverkeer continu onderschept door een groot aantal luisterstations, Y-stations genoemd. Al deze berichten werden ontcijferd in Bletchley Park, dat op het hoogtepunt meer dan 7000 medewerkers telde. Doordat de posities van de U-boten nu weer bekend waren, gingen er vrijwel geen geallieerde schepen meer verloren en kon er actief op U-boten gejaagd worden.
De Kriegsmarine schreef de hoge verliezen aan U-boten toe aan de invoering van betere geallieerde opsporingstechnieken zoals het ASDIC sonarsysteem en het gebruik van duikboot-opsporingsvliegtuigen. De tegenvallende resultaten van de overgebleven U-boten werden toegeschreven aan de invoering van konvooivaart met begeleiding van torpedobootjagers. De onderzeebootvloot van de Kriegsmarine werd uiteindelijk gedecimeerd. Naar schatting 700 U-boten en 30 000 bemanningsleden gingen verloren op zee.
Het Enigmacodeertoestel was een zeer degelijk ontwerp met een, zeker voor die tijd, onbreekbare codering. Het waren de zwakke schakels in de verzendprocedures en de tactische blunders die dit toestel de achilleshiel van de Duitse oorlogsmachine maakten. De Duitse instanties merkten dit niet op. Ze bleven de Enigma de hele oorlog door in vol vertrouwen gebruiken in alle onderdelen van de krijgsmacht.

## Realiteit versus fictie
Sommige boeken en films zoals Jonathan Mostows U-571 (fictie 2000) suggereren onterecht dat de codebrekers werden geholpen door inbeslagname van Enigmamachines. De Britse inlichtingendienst was al in 1939 in het bezit van replica's van de Enigma met drie rotoren die hun gegeven waren door de Poolse geheime dienst. In werkelijkheid werd de vaststelling van het gebruik en de interne bedrading van de vierde rotor verkregen door cryptoanalyse van onderschepte berichten en in beslag genomen codeboeken. De doorbraak in de Tritoncodes kwam er zonder dat men de beruchte Enigma-M4-machine met vier rotoren in bezit had.
Sommige aanvallen op U-boten hadden tot doel de codeboeken van de machines met vier rotoren en Kurzsignalboeken, nodig voor de cribs, te bemachtigen om in te breken in het Shark-codenetwerk. De twee Britse zeelui die verdronken bij de entering van de U-559 wilden na het redden van de codeboeken ook nog de Enigma met vier rotoren ophalen. De U-boot zonk echter te snel en beide zeelui gingen met de boot en de Enigmamachine ten onder.
Hoewel Enigma (fictie 2001), van Michael Apted met o.a Dougray Scott en Kate Winslet, ook historisch incorrect is, geeft deze een beter beeld van de pogingen om in te breken in het U-botennetwerk. Deze film geeft ook een idee van hoe het eraan toeging bij de codebrekers in Bletchley Park.
The Imitation Game is een Brits-Amerikaanse film uit 2014 onder regie van Morten Tyldum. De film is gebaseerd op het boek Alan Turing: The Enigma van Andrew Hodges en ging in première op 29 augustus op het Telluride Film Festival. De hoofdrol van Alan Turing wordt gespeeld door Benedict Cumberbatch met Keira Knightley als Joan Clarke, de enige vrouw in zijn decodeerteam. In Nederland ging de film in première op 8 januari 2015.